# 紐伯格鎮區 (北達科他州博蒂諾縣)
紐伯格鎮區（英語：Newborg Township）是位於美國北達科他州博蒂諾縣的一個鎮區。

## 地方資料
紐伯格鎮區的面積為93.18平方千米，當中陸地面積為92.15平方千米，而水域面積為1.03平方千米。根據2010年美國人口普查的數據，當地共有人口43人，而人口密度為每平方千米0.46人。